# Insomnia Is Good for You
Insomnia is Good for You è un cortometraggio comico del 1957 diretto da Leslie Arliss.

## Produzione
A lungo ritenuto un film perduto, nel 1996 ne fu trovata una copia in un bidone della spazzatura fuori dagli uffici della compagnia cinematografica. Restaurato, il cortometraggio è stato proiettato al Southend Film Festival nel maggio 2014.